# Makszim Zsalmagambetov
Makszim Zsalmagambetov (kazak betűkkel Максим Жалмағамбетов; 1983. november 11.) kazak labdarúgó, hátvéd poszton játszik. Jelenleg a kazak Asztana FK játékosa.
A 2006-os szezon végén az Astana legjobb játékosának választották, ami igen dicséretre méltó teljesítmény egy középhátvédtől. Zsalmagambetov a kazak labdarúgó-válogatottnak is tagja és annak legmagasabb játékosa (1,95 m). Egy Azerbajdzsán elleni válogatott mérkőzésen kiállították, mert arcon ütött egy azeri védőt.

2007 nyarán a pozsonyi Slovan hívta próbajátékra, végül azért nem igazolt a szlovák csapathoz, mert nem voltak hajlandóak annyi pénzt kifizetni érte, amennyit az Asztana kért a játékosért.

## Külső hivatkozások
Zsalmagambetov az FC Astana hivatalos honlapján (kazak)

transfermarkt.de

uefa.com